# Péault
Péault és un municipi francès situat al departament de Vendée i a la regió de País del Loira. L'any 2007 tenia 523 habitants.

## Demografia

### Població
El 2007 la població de fet de Péault era de 523 persones. Hi havia 220 famílies de les quals 68 eren unipersonals (28 homes vivint sols i 40 dones vivint soles), 68 parelles sense fills, 64 parelles amb fills i 20 famílies monoparentals amb fills.
La població ha evolucionat segons el següent gràfic:
Habitants censats

### Habitatges
El 2007 hi havia 283 habitatges, 218 eren l'habitatge principal de la família, 48 eren segones residències i 18 estaven desocupats. 278 eren cases i 4 eren apartaments. Dels 218 habitatges principals, 185 estaven ocupats pels seus propietaris, 27 estaven llogats i ocupats pels llogaters i 6 estaven cedits a títol gratuït; 4 tenien dues cambres, 27 en tenien tres, 56 en tenien quatre i 131 en tenien cinc o més. 166 habitatges disposaven pel capbaix d'una plaça de pàrquing. A 91 habitatges hi havia un automòbil i a 107 n'hi havia dos o més.

### Piràmide de població
La piràmide de població per edats i sexe el 2009 era:
| Homes | Edats   | Dones |
| ----- | ------- | ----- |
| 0     | 95 o +  | 0     |
| 0     | 90 a 94 | 0     |
| 4     | 85 a 89 | 0     |
| 0     | 80 a 84 | 4     |
| 4     | 75 a 79 | 12    |
| 8     | 70 a 74 | 4     |
| 36    | 65 a 69 | 16    |
| 4     | 60 a 64 | 16    |
| 16    | 55 a 59 | 4     |
| 28    | 50 a 54 | 28    |
| 16    | 45 a 49 | 16    |
| 0     | 40 a 44 | 8     |
| 12    | 35 a 39 | 16    |
| 16    | 30 a 34 | 20    |
| 24    | 25 a 29 | 16    |
| 28    | 20 a 24 | 4     |
| 16    | 15 a 19 | 4     |
| 12    | 10 a 14 | 16    |
| 12    | 5 a 9   | 16    |
| 16    | 0 a 4   | 4     |

## Economia
El 2007 la població en edat de treballar era de 309 persones, 236 eren actives i 73 eren inactives. De les 236 persones actives 212 estaven ocupades (110 homes i 102 dones) i 24 estaven aturades (8 homes i 16 dones). De les 73 persones inactives 45 estaven jubilades, 11 estaven estudiant i 17 estaven classificades com a «altres inactius».

### Ingressos
El 2009 a Péault hi havia 219 unitats fiscals que integraven 544 persones, la mediana anual d'ingressos fiscals per persona era de 16.989 €.

### Activitats econòmiques
Dels 13 establiments que hi havia el 2007, 2 eren d'empreses alimentàries, 1 d'una empresa de fabricació d'altres productes industrials, 3 d'empreses de construcció, 3 d'empreses de comerç i reparació d'automòbils, 1 d'una empresa d'hostatgeria i restauració, 2 d'empreses financeres i 1 d'una empresa de serveis.
Dels 4 establiments de servei als particulars que hi havia el 2009, 1 era un taller de reparació d'automòbils i de material agrícola, 1 paleta, 1 electricista i 1 restaurant.
L'únic establiment comercial que hi havia el 2009 era una fleca.
L'any 2000 a Péault hi havia 15 explotacions agrícoles que ocupaven un total de 707 hectàrees.

## Equipaments sanitaris i escolars
El 2009 hi havia una escola elemental.

## Poblacions més properes
El següent diagrama mostra les poblacions més properes.